# Carski rez
Cárski réz (latinsko sectio caesarea) je oblika poroda, kjer nosečnici naredijo kirurški rez v spodnjem delu trebuha skozi maternico za izvlek ploda. 
V preteklosti se je carski rez opravljal skorajda izključno v nujnih medicinskih primerih (urgentni carski rez), danes pa se pogosto opravlja tudi na željo nosečnice (elektivni carski rez). V Sloveniji se lahko za porod s carskim rezom odloči tista ženska, ki je prvič že rodila s carskim rezom. Carskega reza ne opravijo brez ustreznega medicinskega razloga, saj gre za zahtevno operacijo trebušne votline.
Carski rez je lahko načrtovan; to se zgodi bodisi zaradi medicinskih razlogov (na primer zaradi anormalne lege plodu ali kadar je plod premajhen in bi bil porod zanj preveč naporen) bodisi na željo nosečnice. Lahko pa se porodničar za carski rez odloči med samim porodom, če pride do komplikacij pri porodnici ali plodu.

## Etimologija
Izraz carski rez se nanaša na legendo o rojstvu Gaja Julija Cezarja. V 1. stoletju pr. n. št. je Plinij starejši opisal, da naj bi se Julij Cezar rodil s pomočjo carskega reza. Dokazov za resničnost te zgodbe sicer ni.